# Corrupció a Espanya
La corrupció a Espanya és un fenomen present a les institucions. Espanya té un risc elevat de corrupció al sector de la contractació pública, en la que es denuncien vincles entre polítics i empreses, favoritisme en les decisions dels funcionaris i desviament de fons públics. Els suborns són endèmics la construcció i la recollida de residus. Altres irregularitats habituals en els procediments de contractació pública son especificacions fetes a mida, abús de procediments negociats, conflictes d'interessos en l'avaluació de les ofertes, licitacions col·lusives i modificacions de termes contractuals després de la celebració del contracte, l'ús de procediments d'urgència injustificats, fraccionament de contractes, modificacions injustificades de contractes i les excepcions injustificades per a la publicació obligatòria de les licitacions. La corrupció i la mala gestió de la contractació estan especialment esteses a la política local, on els municipis sovint pateixen mecanismes de supervisió deficients i els funcionaris poden actuar amb discreció.

## Dictadura franquista
La mesura de la corrupció en els temps de la dictadura franquista presenta la dificultat per no haver-hi en el moment una premsa lliure. La corrupción econòmica durante aquest període va ser característic d'aquest i va estar estesa pel país tant geogràficament com en l'àmbit polític. La implicació política en aquesta va ser absoluta de maneres distintes: els alts càrrecs en participaven directament o protegien als estraperlistes de manera impune. Els efectes socials d'aquesta foren el ràpid enriquiment dels corruptes i fam, malaltia, carestia i privacions per a la majoria de la població.

## Democràcia espanyola (1978-)
L'Espanya establerta amb la Constitució espanyola de 1978 té elements que dificulten el control de la corrupció. González Amuchastegui (1999, p. 23) comenta que l'Espanya democràtica ha perseguit la corrupció amb el Codi Penal sense massa èxit respecte la mà dura de la dictadura. A Espanya hi ha hagut més de 2.000 casos de corrupció entre l'any 2000 i el 2017, sent els tres més greus l'Operació Púnica, Cas Gürtel i Cas Palau. sent en la majoria de casos a Andalusia, País Valencià, Comunitat de Madrid, Balears i Galícia. En els últims anys, la preocupació per la corrupció entre la ciutadania espanyola havia crescut.
Un estudi de 2013 estimà el cost econòmic de la corrupció a Espanya en 40.000 milions d'euros anuals.
Un estudi del 2014 constatà que el cost social de la corrupció no afectava a les regions de manera igual, basant-se en el mètode de vinyetes per a corregir el biaix produït en el mètode de l'autoavaluació de la percepció de la corrupció.
Les directives de la Unió Europea 2014/23/UE i 2014/24/UE, de 26 de febrer de 2014, van ser adaptades a l'ordenament jurídic espanyol amb la Llei 9/2017, de 8 de novembre, de contractes del sector públic. L'article 64 tractava el lluita contra la corrupció i els conflictes d'interessos.
Segons les dades del Consell General del Poder Judicial, el 2016 hi havia 1.378 persones investigades per presumpta corrupció.
El 2017 la corrupció política era la segona preocupació dels espanyols segons dades del Centre d'Investigacions Sociològiques.
Un informe del 2018 estimà el cost de la corrupció a l'Estat espanyol amb un 15% respecte el PIB durant quinze anys si es combatera des d'eixe moment. Segons expliquen els autors de l'informe, Alcalá Agulló & Jiménez Sánchez (2018, p. 11), "la qualitat de les institucions de governança espanyoles se situa[va] netre el 20% dels països amb un millor nivell al món, [però] el seu valor està per davall que li correspondria d'acord amb el desenvolupament de la seua economia" amb aspectes com la regulació i el control de la corrupció.
L'informe semestral de 2019 fet per la Comissió Europea sobre Espanya informà que ha tingut una relativa estabilitat en els índexs d'anticorrupció durant anys, a més que no tenia una estratègia nacional per a la prevenció de la corrupció i que presentava diferències entre regions, destacant les agències anticorrupció establides per l'ajuntament de Madrid i la Comunitat Valenciana.